# Jared Watts
Jared Watts, né le 3 février 1992 à Statesville, est un joueur américain de soccer. Il évolue au poste de milieu défensif.

## Biographie
Jared Watts rejoint les Rapids du Colorado en février 2014.

## Statistiques
| Saison                | Club                      | Championnat           | Championnat | Championnat | Coupe(s) nationale(s) | Coupe(s) nationale(s) | Séries | Séries | Total | Total |
| Saison                | Club                      | Division              | M.          | B.          | M.                    | B.                    | M.     | B.     | M.    | B.    |
| 2014                  | Rapids du Colorado        | MLS                   | 17          | 0           | 0                     | 0                     | -      | -      | 17    | 0     |
| 2015                  | Rapids du Colorado        | MLS                   | 13          | 1           | 1                     | 0                     | -      | -      | 14    | 1     |
| 2016                  | Rapids du Colorado        | MLS                   | 21          | 0           | 1                     | 0                     | 4      | 0      | 26    | 0     |
| 2017                  | Rapids du Colorado        | MLS                   | 20          | 0           | 1                     | 0                     | -      | -      | 21    | 0     |
| 2018                  | Rapids du Colorado        | MLS                   | 0           | 0           | 0                     | 0                     | -      | -      | 0     | 0     |
| Sous-total            | Sous-total                | Sous-total            | 71          | 1           | 3                     | 0                     | 4      | 0      | 78    | 1     |
| 2018                  | Dynamo de Houston         | MLS                   | 7           | 0           | 0                     | 0                     | -      | -      | 7     | 0     |
| 2018                  | Rapids du Colorado (prêt) | USL                   | 1           | 0           | 0                     | 0                     | -      | -      | 1     | 0     |
| Total sur la carrière | Total sur la carrière     | Total sur la carrière | 79          | 1           | 3                     | 0                     | 4      | 0      | 86    | 1     |